# Indigofera heudelotii
Indigofera heudelotii är en ärtväxtart som beskrevs av John Gilbert Baker. Indigofera heudelotii ingår i släktet indigosläktet, och familjen ärtväxter. Inga underarter finns listade i Catalogue of Life.